# جون بي. إيرل
جون بي. إيرل (بالإنجليزية: John B. Earle)‏ هو سياسي أمريكي، ولد في 23 أكتوبر 1766 في مقاطعة بولك في الولايات المتحدة، وتوفي في 3 فبراير 1836 في مقاطعة أندرسون في الولايات المتحدة. حزبياً، نشط في الحزب الجمهوري الديمقراطي. وقد انتخب عضو مجلس النواب الأمريكي.